# Dũng Nhi
Dũng Nhi (sinh năm 1951) là diễn viên điện ảnh và truyền hình Việt Nam, ông được biết với vai Kiên trong Sao tháng Tám. Ông thường thể hiện những vai chính diện, quan chức, tri thức; tuy nhiên ông vẫn thành công với vai phản diện, điển hình là Năm Sài Gòn trong phim Bỉ vỏ.

## Tiểu sử và đời tư
Dũng Nhi tên đầy đủ là Lê Dũng Nhi, sinh ngày 8 tháng 5 năm 1951 trong một gia đình có truyền thống nghệ thuật, ông ngoại, mẹ và dì ông đều là nghệ sĩ. Ông có hai anh trai đã hy sinh và ba người em đã từng theo nghệ thuật sân khấu. Vợ ông cũng làm nghệ thuật, họ có 3 người con, trong đó vợ chồng người con trai lớn Lê Vũ Long là nghệ sĩ múa.

## Sự nghiệp
Năm 1967 là niên học duy nhất cả nước không tổ chức kì thi tuyển sinh vào đại học, học sinh được phân về các trường, căn cứ vào bảng điểm và cả một phần lý lịch gia đình. Dũng Nhi tốt nghiệp phổ thông và theo học Cao đẳng Sư phạm trong ba năm. Môn yêu thích nhất là Sinh học, nhưng nhìn vào kết quả học ban xét duyệt cho ông vào khoa Văn; vì đây là môn học được nền giáo dục bấy giờ đề cao nhất.
Năm chuẩn bị ra trường, khi lên chỗ sơ tán chia tay mẹ là nghệ sĩ Thu Hà đi diễn, ông gặp đạo diễn Quốc Long, đạo diễn Trần Đắc; hai vị đạo diễn đang tìm kiếm gương mặt đảm nhận nhân vật anh hùng Lê Mã Lương cho bộ phim "Bài ca ra trận". Họ cho Dũng Nhi thử vai và thấy rất vừa lòng, ít lâu sau ông nhận lệnh nhập ngũ. Dũng Nhi vào Quảng Trị, chiến đấu ở Thành cổ suốt 81 ngày đêm. Năm 1973, cấp trên xét thấy nhà Dũng Nhi bấy giờ có ba con trai thì hai người đã là liệt sĩ, ông được lệnh xuất ngũ. Về lại trường theo học, Dũng Nhi lại gặp đoàn phim Bài ca ra trận và được nhận vào làm diễn viên; ban đầu đạo diễn Trần Đắc quyết định không cho ông đóng vai Lê Mã Lương mà đóng vai chính ủy. Nhưng một tuần sau, vị đạo diễn lại quyết định để Dũng Nhi đóng vai chính Lê Mã Lương. Trong bộ phim, Dũng Nhi được đóng chung với diễn viên Như Quỳnh –  khi ấy còn là diễn viên cải lương. Một điều trùng hợp thú vị là bộ phim điện ảnh đầu tiên là Bài ca ra trận, và bộ phim điện ảnh sau cùng của ông là Hoài vũ trắng; nhân vật Dũng Nhi đóng trong cả hai phim đều là anh hùng Lê Mã Lương.
Dũng Nhi từng làm giáo viên dạy Văn tại trường THCS Tây Sơn, quận Hai Bà Trưng trong 5 năm; trong thời gian quay các phim "Sao Tháng Tám” và “Từ một cánh rừng”, ngày thường đi dạy học, ngày nghỉ hoặc kỳ nghỉ Hè thì đi đóng phim. Cho đến khi đóng bộ phim Ngày ấy bên sông Lam, nhà truờng không cho ông đi nữa; đứng trước hai sự lựa chọn, ông đã quyết định gia nhập Hãng Phim truyện với vai trò chính là thư ký, trợ lý đạo diễn, phó đạo diễn cho đến khi về hưu.
Ngoài anh hùng Lê Mã Lương, ông còn đóng nhiều nhân vật lịch sử có thật như Tô Hiệu trong Lời anh chưa kịp nói hay Nguyễn Tuân trong Mê thảo- Thời vang bóng và Kim Ngọc trong Bí thư tỉnh ủy. Và một số vai dựa theo nhân vật có thật như Năm Sài Gòn trong Bỉ vỏ, thứ trưởng Cao Đức Cẩm trong 2 phần phim Chạy án.
Để diễn đạt được nhân vật Nguyễn trong phim  "Mê Thảo – thời vang bóng", Dũng Nhi bỏ hẳn nửa năm học trống chầu từ ca nương Bạch Vân. Với bộ phim "Niệm khúc cho người cha", ông lại mất gần hai tháng học violin.

## Tác phẩm

### Điện ảnh
| Năm  | Phim                          | Vai diễn         | Đạo diễn                             | Diễn viên                                                                   | Ghi chú                                    |
| ---- | ----------------------------- | ---------------- | ------------------------------------ | --------------------------------------------------------------------------- | ------------------------------------------ |
| 1973 | Bài ca ra trận                | Nam              | Trần Đắc                             | Như Quỳnh, Thanh Loan                                                       | Lấy hình mẫu anh hùng Lê Mã Lương          |
| 1976 | Sao tháng tám                 | Kiên             | Trần Đắc; Đức Hoàn                   | Đức Hoàn, Vũ Thanh Tú, Trần Phương                                          |                                            |
| 1976 | Ngày lễ thánh                 | Thiếu úy công an | Bạch Diệp                            | Trà Giang, Như Quỳnh, Lại Phú Cường , Phạm Bằng, Thế Anh                    |                                            |
| 1978 | Từ một cánh rừng              | Hiếu             | Đức Hoàn                             | Nguyễn Văn Hiệp, Trần Mai Khanh, Bùi Bài Bình, Xuân Tạc, Trần Đắc           |                                            |
| 1980 | Ngày ấy bên sông Lam          | Thầy giáo Lương  | Nguyễn Ngọc Trung                    | Diệu Thuần, Thanh Hiền, Trịnh Thịnh, Ngọc Tiệp, Hoàng Yến                   |                                            |
| 1986 | Dòng sông khát vọng           | Đỗ Hải           | Nguyễn Ngọc Trung                    | Đức Trung, Tất Bình, Hoàng Cúc, Bích Vân, Trần Đắc, Trịnh Thịnh, Chiều Xuân |                                            |
| 1986 | Cuộc chia tay không hẹn trước | Lê Hải           | Bạch Diệp                            | Trần Vân, Mạnh Linh, Ngọc Bích                                              | Kiêm Trợ lý đạo diễn                       |
| 1984 | Đường suối cạn                | Đại úy Vinh      | Nguyễn Đỗ Ngọc                       |                                                                             | Kiêm Trợ lý đạo diễn                       |
| 1988 | Bỉ vỏ                         | Năm "Sài Gòn"    | Lương Đức, Vũ Lệ Mỹ                  | Hoàng Cúc, Anh Đào, Trần Đức, Bùi Công Dũng                                 | Dựa theo truyện ngắn Bỉ vỏ của Nguyên Hồng |
| 2002 | Mê Thảo – thời vang bóng      | Nguyễn           | Việt Linh                            | Đơn Dương, Nguyễn Minh Trang, Thúy Nga, Hồng Chương                         | Lấy hình mẫu nhà văn Nguyễn Tuân           |
| 2002 | Vũ khúc con cò                | Chỉ huy          | Jonathan Foo, Nguyễn Phan Quang Bình | Chi Bảo, Quang Hải, Mai Nguyên, Ngọc Hiệp, Đỗ Hải Yến, Tạ Ngọc Bảo          |                                            |
| 2008 | Hoài vũ trắng                 | Lê Mã Lương      | Đào Duy Phúc                         | Võ Thành Tâm, Khánh Huyền, Phúc An                                          |                                            |
| 2012 | Thiên mệnh anh hùng           | Nguyễn Trãi      | Victor Vũ                            | Huỳnh Đông,Midu,Vân Trang,Khương Ngọc,Kim Hiền,Minh Thuận                   |                                            |
| 2015 | Người trở về                  | Ông Ba           | Đặng Thái Huyền                      | Lã Thanh Huyền, Quốc Thái, Như Quỳnh                                        |                                            |

### Truyền hình
| Năm  | Phim                     | Vai diễn               | Đạo diễn                          | Kênh | Nguồn |
| ---- | ------------------------ | ---------------------- | --------------------------------- | ---- | ----- |
| 1996 | Chuyện không đăng báo    | Định                   | Nguyễn Hữu Tuấn                   | VTV3 |       |
| 1998 | Gà ô tử mỵ               |                        |                                   | VTV3 |       |
| 1998 | Thầy và trò              |                        | Đặng Phi                          | VTV1 |       |
| 1998 | Của để dành              | Bố Lan                 | Đỗ Thanh Hải                      | VTV3 |       |
| 1999 | Chuyện bên sông          |                        | Nguyễn Danh Dũng                  | VTV3 |       |
| 2000 | Hát mãi khúc quân hành   |                        | Đặng Tất Bình – Phi Tiến Sơn      | VTV3 |       |
| 2000 | Tình yêu có bao giờ sai  | Ông Nhật               | Vũ Hồng Sơn                       | VTV3 |       |
| 2001 | Nắng chiều               |                        | Hoàng Trần Doãn                   | VTV1 |       |
| 2001 | Mùa lá rụng              | Luận                   | Trần Quốc Trọng                   | VTV3 |       |
| 2001 | Sóng ngầm                | Ông Hưng               | Vũ Hồng Sơn – Nguyễn Hữu Trọng    | VTV3 |       |
| 2002 | Phố Hoài                 | Ông Dậu                | Song Chi                          | HTV  |       |
| 2002 | Bác cả người sung sướng  |                        | Trần Lực                          | VTV3 |       |
| 2002 | Niệm khúc cho người cha  | Ông Quang              | Vũ Hồng Sơn                       | VTV3 |       |
| 2002 | Chớm nắng                | Thử                    | Vũ Minh Trí                       | VTV3 |       |
| 2003 | Người ở bến sông         |                        | Nguyễn Danh Dũng                  | VTV3 |       |
| 2004 | Những cánh hoa mong manh | Vũ                     | Vũ Minh Trí                       | VTV3 |       |
| 2004 | Đường đời                | Ông Vương              | Trần Quốc Trọng – Trần Hoài Sơn   | VTV3 |       |
| 2004 | Thế giới không đàn bà    | Lê Viễn                | Vũ Minh Trí                       | VTV3 |       |
| 2005 | Trò đùa của số phận      | Quang                  | Bùi Huy Thuần                     | VTV1 |       |
| 2005 | Hương đất                | Hữu                    | Trần Quốc Trọng                   | VTV3 |       |
| 2006 | Cổ tích của ngày mưa     |                        | Cao Mạnh                          | H1   |       |
| 2006 | Chạy án                  | Thứ trưởng Cao Đức Cẩm | Vũ Hồng Sơn                       | VTV1 |       |
| 2008 | Những cánh hoa bay       | Thầy Đại               | Bùi Huy Thuần                     | VTV3 |       |
| 2008 | Chạy án (phần 2)         | Thứ trưởng Cao Đức Cẩm | Vũ Hồng Sơn                       | VTV1 |       |
| 2008 | Gió từ Phố Hiến          |                        | Vũ Minh Trí                       | VTV1 |       |
| 2009 | Ngõ lỗ thủng             | Khoái                  | Trần Quốc Trọng                   | VTV1 |       |
| 2010 | Bí thư Tỉnh ủy           | Hoàng Kim              | Trần Quốc Trọng – Trần Trọng Khôi | VTV1 |       |
| 2010 | Hà Nội một thời          |                        | Bạch Diệp                         | VTC  |       |
| 2012 | Đàn trời                 | Bằng                   | Bùi Huy Thuần                     | VTV1 |       |
| 2019 | Tình xa                  | Ông nội Phong          | Trần Chí Thành                    | VTV9 |       |

## Giải thưởng
| Năm  | Sự kiện                                                                                   | Giải thưởng                                | Kết quả   | Ghi chú                |
| ---- | ----------------------------------------------------------------------------------------- | ------------------------------------------ | --------- | ---------------------- |
| 2010 | Lễ trao giải phim truyền hình được yêu thích nhất năm 2009 do Tạp chí Truyền hình tổ chức | Giải cống hiến                             | Đoạt giải | Cùng nghệ sĩ Trần Hạnh |
| 2011 | Lễ trao giải phim truyền hình được yêu thích nhất năm 2010 do Tạp chí Truyền hình tổ chức | Nam diễn viên được yêu thích nhất năm 2010 | Đoạt giải | Phim Bí thư tỉnh ủy    |